# Nizami Paşayev
Nizami Paşayev (2 de fevereiro de 1981, em Gadabay) é um halterofilista do Azerbaijão.
Em 1999, no Campeonato Mundial para seniores, em Atenas, estabeleceu um recorde mundial para juniores no arremesso (203 kg) e ficou em 12º lugar, na categoria até 85 kg, com a marca no total (arranque+arremesso) de 360 kg.
No Campeonato Mundial para juniores em 2000, Paşayev foi campeão na categoria até 85 kg, com a marca de 365 kg, tendo estabelecido um recorde mundial para juniores no arranque (165,5 kg).
Participou dos Jogos Olímpicos de Sydney 2000 e ficou em 12º lugar (357,5 kg), mas definiu novo recorde no arremesso para juniores (203,5 kg), na categoria até 85 kg.
No Campeonato Mundial para juniores em 2001, em Tessalônica, agora competindo na categoria até 94 kg, Paşayev foi campeão, tendo conseguido a marca de 400 kg (180+220), 30 kg a mais do que o segundo colocado, o romeno Evgheni Bratan (370 kg).
No Campeonato Mundial para seniores, nesse mesmo ano, em Antália, Nizami Paşayev ficou com a prata, com 405 kg no total (182,5+222,5), atrás do iraniano Kourosh Baagheri (407,5 kg).
Em 2002, no Campeonato Mundial em Varsóvia, competindo na categoria até 94 kg, Nizami Paşayev levou o ouro, com 392,5 kg no total (177,5+215).
No Campeonato Mundial de 2003, Paşayev levantou 177,5 kg no arranque, tendo ficado em quinto lugar nessa prova, na categoria até 94 kg, mas não conseguiu resultado no arremesso e não concluiu a prova. Participou dos Jogos Olímpicos de 2004, mas não concluiu a prova.
Foi novamente campeão mundial em 2005, em Doha, com 401 kg no total (185+216), na categoria até 94 kg.
Em 2006 ele foi suspenso por dopagem bioquímica por dois anos pela Federação Internacional de Halterofilismo e perdeu a medalha de ouro do Campeonato Europeu daquele ano.
Participou dos Jogos Olímpicos de Pequim 2008 e ficou em quinto lugar (396 kg — 181+216), mas posteriormente foi desclassificado por doping.
Ficou em segundo lugar no Campeonato Mundial de 2009 (387 kg), ainda na categoria até 94 kg.